# Fischbach (Luxemburgo)
Fischbach é uma comuna do Luxemburgo, pertence ao distrito de Luxemburgo e ao cantão de Mersch. Aqui está localizado o castelo de Fischbach.

## Demografia
Dados do censo de 15 de fevereiro de 2001:
- população total: 635
  - homens: 329
  - mulheres: 306

- densidade: 32,38 hab./km²
- distribuição por nacionalidade:

| Nacionalidade  | População | %      |
| -------------- | --------- | ------ |
| luxemburgueses | 505       | 79,53% |
| estrangeiros   | 130       | 20,47% |
| - portugueses  | 46        | 7,24%  |
| - franceses    | 10        | 1,57%  |
| - italianos    | 6         | 0,94%  |
| - belgas       | 31        | 4,88%  |
| - alemães      | 8         | 1,26%  |
| - iuguslavos   |           | 0,00%  |
| - outros       | 29        | 4,57%  |

- Crescimento populacional:

| Ano        | População |
| ---------- | --------- |
| 15/02/2001 | 635       |
| 01/01/2002 | 622       |
| 01/01/2003 | 651       |
| 01/01/2004 | 660       |
| 01/01/2005 | 684       |